# Valentina Ilieva
Valentina Ilieva, född 12 mars 1962, är en bulgarisk före detta volleybollspelare.
Ilieva blev olympisk bronsmedaljör i volleyboll vid sommarspelen 1980 i Moskva.